# Sherbourne
Sherbourne is een civil parish in het bestuurlijke gebied Warwick, in het Engelse graafschap Warwickshire met 174 inwoners.